# Business-Impact-Analyse
Eine Business-Impact-Analyse (BIA) ist im Business Continuity Management (BCM) eine Methode zur Sammlung und Identifizierung von Prozessen und Funktionen innerhalb einer Organisation, um die den Prozessen zugrundeliegenden Ressourcen zu erfassen. Des Weiteren können durch eine BIA wechselseitige Abhängigkeiten zwischen Prozessen und/oder Unternehmensbereichen aufgezeigt, die Auswirkungen bei Ausfällen von Prozessen, die Kritikalität jedes Prozesses für den Gesamtkonzern und die benötigte Wiederanlaufzeit aufgedeckt werden. Zusammen mit einer Risikoanalyse bildet die BIA die Grundlage für eine Sicherheitsstrategie, die wiederum das Unternehmen in Notfällen und Krisen unterstützen kann.
Die BIA stellt dabei einen wesentlichen Bestandteil des BSI-Standards 200–4 dar, der sich mit dem Aspekt des Notfallmanagement auseinandersetzt.